# سوريا الثانية
سوريا الثانية أو سوريا الصحيحة (باللاتينيّة: Syria Secunda أو Syria Salutaris) هي إحدى مقاطعات الأبرشيّة المشرقيّة التابعة للإمبراطوريّة البيزنطيّة ابتداءً من عام 415 تقريبًا، بعد أن انقسمت مقاطعة سوريا الجوفاء إلى مقاطعتين: سوريا الأولى وسوريا الثانية (الصحيحة)، واستمرت حتى القرن السابع.

## التاريخ

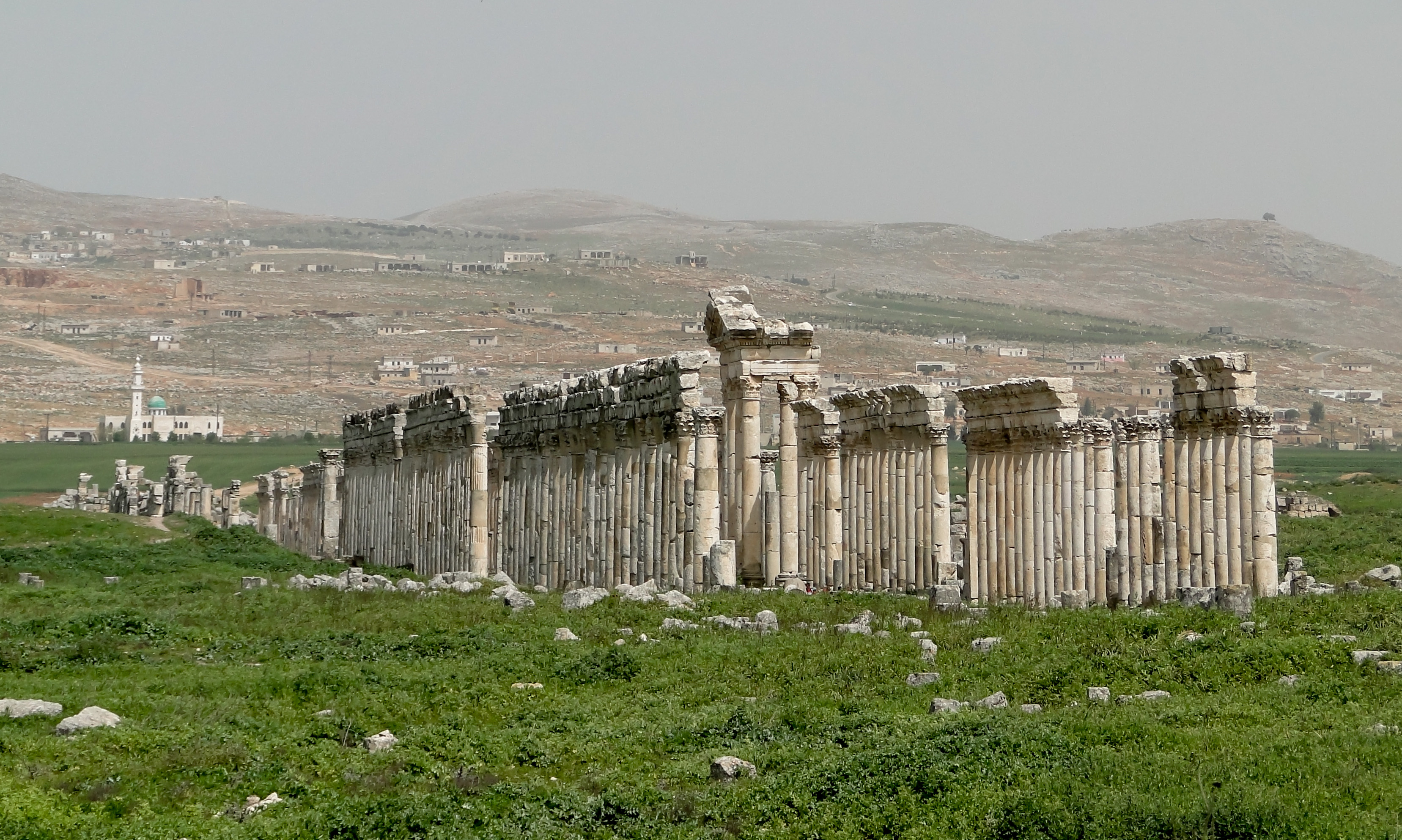
آثار أفاميا شمال غرب حماة.

كانت أفاميا عاصمةً لهذه المقاطعة. ولقد امتدت أراضيها في الجزء الأوسط الداخلي لسوريا الحاليّة، حيث كانت تحاذيها من الغرب مقاطعتيّ سوريا الأولى وفينيقيا الأولى، بينما تحاذيها مقاطعة فينيقيا اللبنانية من الجنوب، والمقاطعة الفراتيّة من الشمال والشمال الشرقي. أمّا من الشرق، فكانت الصحراء السوريّة حيث مناطق دولة الغساسنة، التي كانت تفصل الإمبراطوريّة البيزنطيّة عن الساسانيين وحلفائهم المناذرة. انفصلت عنها مقاطعة ثيودورياس في عام 528.
قام الساسانيون بالاستيلاء عليها لفترة وجيزة، إلاّ أن البيزنطيين استعادوها في عام 628 لفترة وجيزة أيضًا بسبب الفتح الإسلامي للشام في ثلاثينيّات القرن السابع، بعد معركة اليرموك. أصبحت أراضي هذه المقاطعة بعد ذلك جزءًا من جندين تابعين للخلافة الراشدة: جند قنسرين، وجند حمص.